# Jeremy Hall
Jeremy Michael Hall (Tampa, 11 september 1988) is een Amerikaans profvoetballer. Voor aanvang van het seizoen sloot Hall aan bij New England Revolution uit de Major League Soccer.

## Clubcarrière
Hall werd als elfde gekozen in de MLS SuperDraft 2009 door New York Red Bulls. Hij maakte zijn competitiedebuut op 19 maart 2009 tegen Seattle Sounders. In zijn eerste seizoen bij New York speelde hij in vierentwintig competitiewedstrijden. Daar kwamen in zijn tweede seizoen bij de club nog eens dertien wedstrijden bij. Op 22 november 2010 werd hij naar Portland Timbers gestuurd. Hall speelde er zeventien wedstrijden maar maakte het seizoen er niet af. Op 19 augustus 2011 werd hij namelijk naar FC Dallas gestuurd inruil voor Eric Alexander. Daar speelde hij slechts vier competitiewedstrijden voordat hij op 29 november 2011 naar Toronto FC werd gestuurd. Zijn eerste professionele doelpunt maakte hij op 20 juni 2012 tegen Houston Dynamo in een wedstrijd die uiteindelijk eindigde in een 3-3 gelijkspel. 
In december van 2014 maakte Hall de overstap naar New England Revolution. Zijn debuut maakte hij op 21 maart 2015 tegen Montreal Impact.